# それもいいね
『それもいいね』は、日本のマルチクリエイター・こっちのけんとの楽曲。2025年5月14日に各種音楽配信サービスで配信が開始された。Wakeysの歌唱バージョンは7月30日にCDシングルとして発売予定。

## 概要
通算10作目の配信限定シングルで、前作「けっかおーらい」から約1か月ぶりの配信リリースとなった。
歌詞では、「優しさ」「自分らしさ」「違っていても…それもいいね」といったメッセージを通じて、多様性を肯定し合うあたたかさを伝えている。子供たちが好きを育て、それを応援する番組コンセプトに呼応した内容で、明るく力強いマーチング調のメロディにものせられている。

## 評価と影響
SNSを中心に共感の声が広がり、特に若い世代から「心が軽くなる」「元気がわく」といった反応が寄せられている。YouTubeやTikTokなどでも使用されることが多く、こっちのけんとの代表曲のひとつとして認知されつつある。

## メディア展開
この楽曲は、NHKEテレの新番組「The Wakey Show」のエンディングテーマとして採用されたことで、広く知られるようになった。こっちのけんとのセルフカバー音源に加え、番組キャラクターとのコラボダンスバージョンも公開され、特に子供たちに向けた応援ソングとして親しまれている。